# Olympische Sommerspiele 1952/Teilnehmer (Italien)
| Gelbes Symbol für Goldmedaillen mit stilisierten Olympischen Ringen | Graues Symbol für Silbermedaillen mit stilisierten Olympischen Ringen | Braundes Symbol für Bronzemedaillen mit stilisierten Olympischen Ringen |
| ------------------------------------------------------------------- | --------------------------------------------------------------------- | ----------------------------------------------------------------------- |
| 8                                                                   | 9                                                                     | 4                                                                       |

Italien nahm an den Olympischen Sommerspielen 1952 in Helsinki mit einer Delegation von 231 Athleten (208 Männer und 23 Frauen) an 114 Wettkämpfen in 19 Sportarten teil. Am erfolgreichsten war die Nation im Fechten, hier gelangen acht Medaillenerfolge. Edoardo Mangiarotti gewann insgesamt vier Medaillen, Irene Camber gewann Gold im Florett und damals als einzige Frau ihres Landes eine Medaille. Auch im Radsport konnten viele Medaillen gewonnen werden. Fahnenträgerin bei der Eröffnungsfeier war die Turnerin Miranda Cicognani.

## Teilnehmer nach Sportarten

### Basketball
Männer
- Vorrunde
- Giorgio Bongiovanni
- Achille Canna
- Carlo Cerioni
- Giordano Damiani
- Sergio Ferriani
- Sergio Marelli
- Federico Marietti
- Enrico Pagani
- Fabio Presca
- Renzo Ranuzzi
- Luigi Rapini
- Sergio Stefanini
- Dino Zucchi

### Boxen
Männer
- Gianbattista Alfonsetti
- Aureliano Bolognesi
Gold  Leichtgewicht
- Sergio Caprari
Silber  Federgewicht
- Vincenzo Dall’Osso
- Giacomo di Segni
- Guido Mazzinghi
- Aristide Pozzali
- Valter Sentimenti
- Franco Vescovi
- Bruno Visintin
Bronze  Halbweltergewicht

### Fechten
| Männer - Roberto Battaglia Gold Degen Mannschaft - Giancarlo Bergamini Silber Florett Mannschaft - Franco Bertinetti Gold Degen Mannschaft - Gastone Darè Silber Säbel Mannschaft - Giuseppe Delfino Gold Degen Mannschaft - Manlio Di Rosa Bronze Florett Einzel Silber Florett Mannschaft - Roberto Ferrari Silber Säbel Mannschaft - Dario Mangiarotti Silber Degen Einzel Gold Degen Mannschaft - Edoardo Mangiarotti Silber Florett Einzel Silber Florett Mannschaft Gold Degen Einzel Gold Degen Mannschaft - Renzo Nostini Silber Florett Mannschaft Silber Säbel Mannschaft - Carlo Pavesi Gold Degen Mannschaft - Giorgio Pellini Silber Florett Mannschaft Silber Säbel Mannschaft - Vincenzo Pinton Silber Säbel Mannschaft - Mauro Racca Silber Säbel Mannschaft - Antonio Spallino Silber Florett Mannschaft | Frauen - Irene Camber-Corno Gold Florett Einzel - Velleda Cesari - Silvia Strukel |

### Fußball
Männer
- Achtelfinale
- Giovanni Azzini
- Ottavio Bugatti
- Giancarlo Cadè
- Giuseppe Corradi
- Alberto Fontanesi
- Aredio Gimona
- Francesco La Rosa
- Amos Mariani
- Maino Neri
- Egisto Pandolfini
- Battista Rota
- Arcadio Venturi
  - ohne Einsatz:
- Pietro Biagioli
- Giampiero Boniperti
- Amos Cardarelli
- Rino Ferrario
- Anselmo Giorcelli
- Pier Ugo Melandri
- Roberto Lovati
- Corrado Viciani
- Pasquale Vivolo

Trainer: Giuseppe Meazza

### Gewichtheben
Männer
- Alfonso Canti
- Giovanni Cocco
- Augusto Fiorentini
- Adelfino Mancinelli
- Ermanno Pignatti
- Luciano Zardi

### Hockey
Männer
- Vorrunde
- Piero Baglia-Bamberghi
- Amedeo Banci
- Egidio Cosentino
- Sergio Formenti
- Luigi Lanfranchi
- Mario Marchiori
- Giampaolo Medda
- Primo Meozzi
- Umberto Micco
- Sergio Morra
- Piervittorio Pampuro
- Luigi Piacentini
- Gastone Puccioni
- Giorgio Ravalli
- Vittorio Stellin Castellani

### Kanu
Männer
- Dante Agostini
- Aldo Albera
- Raffaele Bastoni
- Giorgio Piccinelli
- Eligio Valentino
- Pio Vennettilli

### Leichtathletik
| Männer - Telemaco Arcangeli - Artidoro Berti - Asfò Bussotti - Salvatore Cascino - Adolfo Consolini Silber Diskuswurf - Giuseppe Dordoni Gold 50 km Gehen - Bruno Fait - Armando Filiput - Luigi Grossi - Giuseppe Kressevich - Franco Leccese - Vincenzo Lombardo - Aivo Lucioli - Egilberto Martufi - Amos Matteucci - Wolfgango Montanari - Baldassare Porto - Angiolo Profeti - Gianni Rocca - Lucio Sangermano - Antonio Siddi - Giorgio Sobrero - Teseo Taddia - Giuseppe Tosi - Carlo Vittori | Frauen - Vittoria Cesarini - Edera Cordiale - Milena Greppi - Giuseppina Leone - Vera Martelli - Maria Musso - Liliana Tagliaferri - Ada Turci |

### Moderner Fünfkampf
Männer
- Duilio Brignetti
- Alfonso Marotta
- Giulio Palmonella

### Radsport
Männer
- Dino Bruni
Silber  Straßenrennen Mannschaft
- Loris Campana
Gold  Mannschaftsverfolgung 4000 m
- Mino De Rossi
Gold  Mannschaftsverfolgung 4000 m
- Gianni Ghidini
Silber  Straßenrennen Mannschaft
- Antonio Maspes
Bronze  Tandemsprint
- Guido Messina
Gold  Mannschaftsverfolgung 4000 m
- Bruno Monti
Silber  Straßenrennen Mannschaft
- Marino Morettini
Silber  Zeitfahren 1000 m
Gold  Mannschaftsverfolgung 4000 m
- Cesare Pinarello
Bronze  Tandemsprint
- Enzo Sacchi
Gold  Sprint
- Vincenzo Zucconelli
Silber  Straßenrennen Mannschaft

### Reiten
- Piero D’Inzeo
- Raimondo D’Inzeo
- Lucio Manzin
- Salvatore Oppes

### Ringen
Männer
- Franco Benedetti
- Arvedo Cecchini
- Giordano De Giorgi
- Ignazio Fabra
Silber  Fliegengewicht griechisch-römisch
- Guido Fantoni
- Ercole Gallegati
- Adalberto Lepri
- Pietro Lombardi
- Garibaldo Nizzola
- Antonio Randi
- Osvaldo Riva
- Umberto Silvestri
- Umberto Trippa
- Natale Vecchi

### Rudern
Männer
- Tarquinio Angiolin
- Pier Nicola Attorese
- Albino Baldan
- Silvio Bergamini
- Alberto Bozzato
- Domenico Cambieri
- Savino Dalla Puppa
- Ottorino Enzo
- Franco Faggi
- Bruno Gamba
- Sergio Ghiatto
- Giovanni Invernizzi
- Luciano Marion
- Giuseppe Moioli
- Elio Morille
- Dino Nardin
- Montanino Nuvoli
- Ugo Pifferi
- Giuseppe Ramani
- Antonio Saverio
- Amadeo Scarpi
- Abbondio Smerghetto
- Ferdinando Smerghetto
- Lodovico Sommaruga
- Aldo Tarlao
- Albino Trevisan

### Schießen
- Italo Bellini
- Michelangelo Borriello
- Luciano Galesi
- Ladislao Odescalchi
- Giorgio Pennacchietti
- Galliano Rossini
- Luigi Ruspoli
- Renato Sacchi

### Schwimmen
| Männer - Alfonso Buonocore - Giorgio Grilz - Egidio Massaria - Giovanni Paliaga - Carlo Pedersoli - Angelo Romani | Frauen - Eva Belaise - Fides Benini - Romana Calligaris - Maria Nardi |

### Segeln
- Giorgio Audizio
- Antonio Carattino
- Giuseppe Carattino
- Antonio Cosentino
- Andrea Ferrari
- Egone Jakin
- Adelchi Pelaschier
- Enrico Poggi
- Pietro Reggio
- Nicolò Rode
Gold  Star
- Dario Salata
- Giusto Spigno
- Carlo Spirito
- Agostino Straulino
Gold  Star

### Turnen
| Männer - Fabio Bonacina - Silvio Brivio - Arrigo Carnoli - Guido Figone - Orlando Polmonari - Littorio Sampieri - Quinto Vadi - Luigi Zanetti | Frauen - Renata Bianchi - Grazia Bozzo - Miranda Cicognani - Elisabetta Durelli - Licia Macchini - Lidia Pitteri - Luciana Reali - Liliana Scaricabarozzi |

### Wasserball
Männer
- Bronze
- Ermenegildo Arena
- Lucio Ceccarini
- Renato De Sanzuane
- Raffaello Gambino
- Salvatore Gionta
- Maurizio Mannelli
- Geminio Ognio
- Carlo Peretti
- Vincenzo Polito
- Cesare Rubini
- Renato Traiola

### Wasserspringen
Männer
- Lamberto Mari